# Osanowski
Osanowski (biał. Асанаўскі, ros. Асановский) – przystanek kolejowy w miejscowości Osanowo, w rejonie mołodeczańskim, w obwodzie mińskim, na Białorusi.